# Умнягин, Михаил Григорьевич
Михаи́л Григо́рьевич Умня́гин (1907 — ?) — советский инженер-машиностроитель, лауреат государственных премий.

## Биография
Родился в 1907 году (по данным сайта https://forum.vgd.ru/1262/88997/ - 5 или 21 ноября, в д. Малая Хлебенка Михайловского уезда Рязанской губернии в крестьянской семье).
Окончил 4 курса Автомеханического института (1932) и Военную академию механизации и моторизации РККА (1934), совмещая учёбу с работой на фабрике.
В 1934—1941 гг. в инженер на Кировском заводе в Ленинграде, последняя должность — начальник отдела № 4. Затем — главный инженер, зам. директора Уралмашзавода (1941—1943), директор Бузулукского завода имени В. В. Куйбышева (1943—1948), директор Ново-Краматорского машзавода (1948—1949).
С 1949 г. директор Всесоюзного проектно-технологического института тяжёлого машиностроения (Оргтяжмаш).
Сталинская премия 1952 г. — за освоение производства подшипников жидкостного трения для прокатных станов.
Государственная премия СССР 1969 года — за участие в создании и внедрении комплексно-механизированного показательного сварочного производства в уникальном блоке сварных машиностроительных конструкций Уралмашзавода.
Награждён орденами Трудового Красного Знамени (07.05.1940), Красной Звезды (дважды — 19.09.1941, 20.01.1943), «Знак Почёта» (1945), вероятно — и другими.
Член КПСС с 1940 г.
Сочинения:
- Прогрессивные технологические процессы в тяжелом машиностроении [Текст] : (Опыт ВПТИтяжмаша) / М. Г. Умнягин. — Москва : НИИинформтяжмаш, 1967. — 103 с., 1 л. карт. : ил.; 22 см. — (Издания/ М-во тяжелого, энергет. и трансп. машиностроения. Науч.-исслед. ин-т информации по тяжелому, энергет. и трансп. машиностроению. Механизация инженерно-управленческого труда; 17-66-10).
- Комплексная механизация производства сварных конструкций на Уралмашзаводе [Текст] / Н. И. Рыжков, М. Г. Умнягин. — Москва : [б. и.], 1967. — 56 с. : ил.; 21 см. — (Издания/ М-во тяжелого, энерг. и трансп. машиностроения. Науч.-исслед. ин-т информации по тяжелому, энерг. и трансп. машиностроению. Материалы отраслевых совещаний; 10-67-3).